# Chetwode Islands
Die Chetwode Islands sind eine Inselgruppe im Norden der Südinsel von Neuseeland.

## Namensherkunft
Die Inselgruppe wurde nach Leutnant Chetwode, dem Kommandanten der Pelorus, benannt, der als erster Europäer das Gebiet erkundet hat.

## Geographie

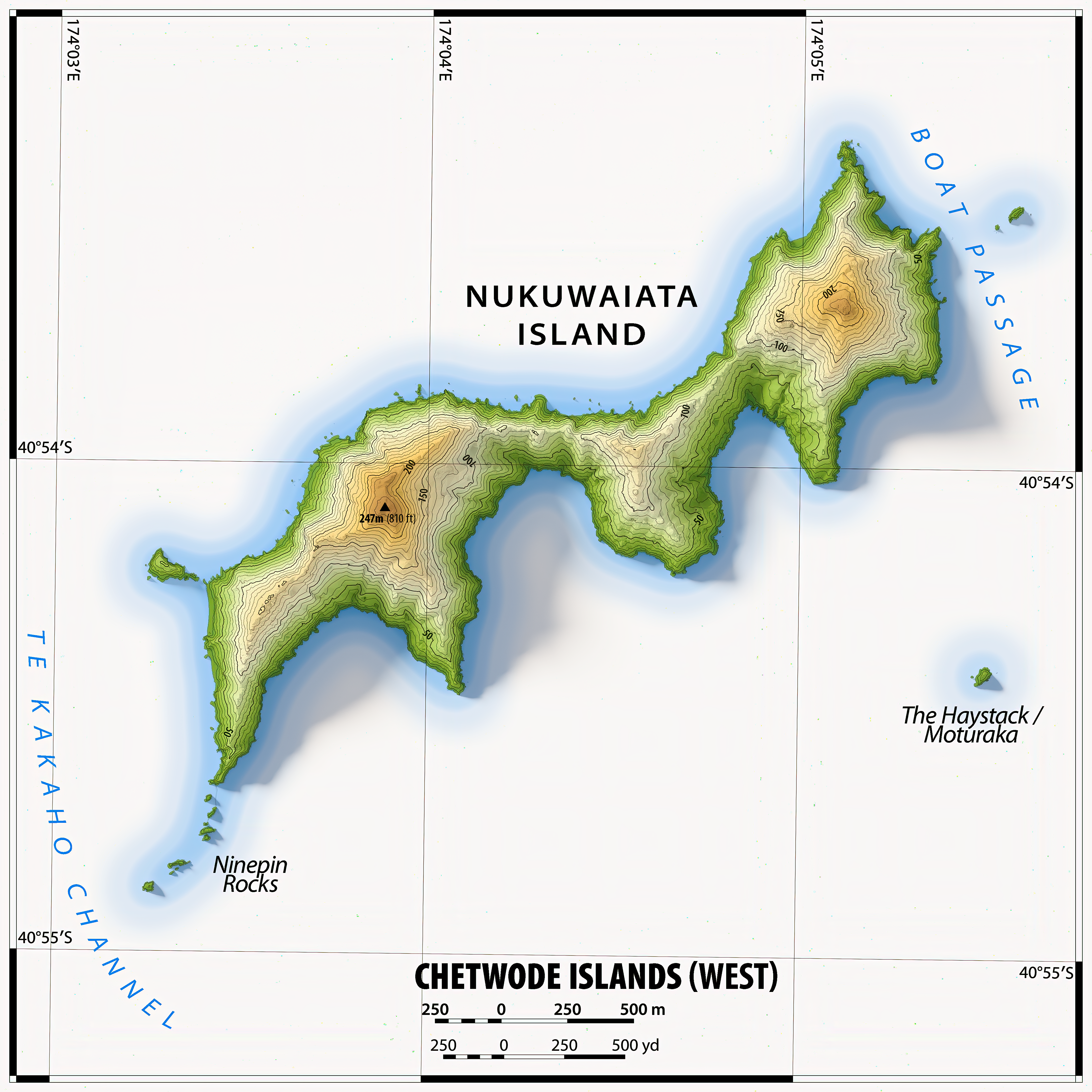
Karte der westlichen Chetwode Islands

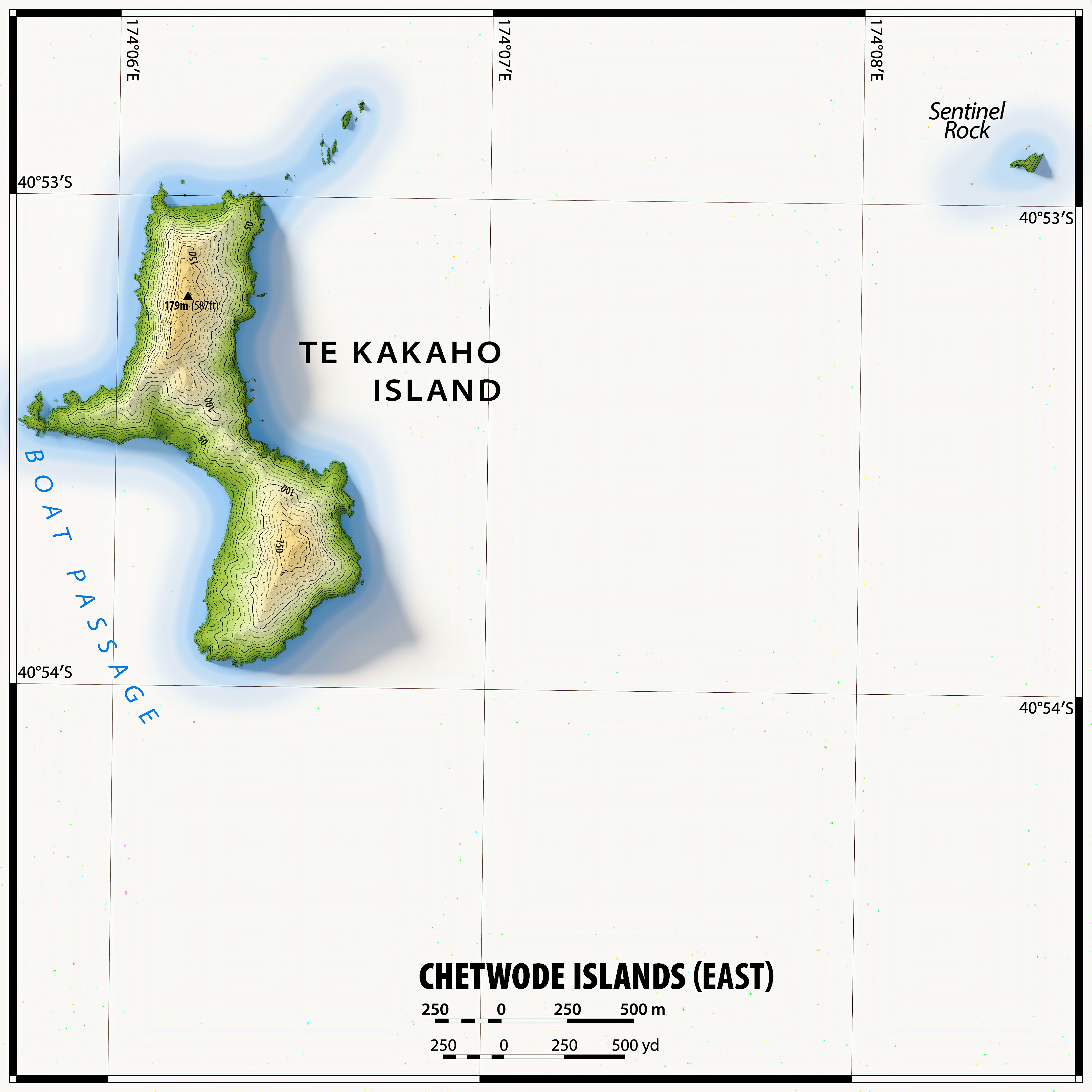
Karte der östlichen Chetwode Islands

Die Inselgruppe, die aus den drei Inseln:
- Nukuwaiata Island – 187 ha,
- Te Kakaho Island – 86 ha,
- The Haystack (Motureka) – 0,35 ha,
- sowie mehr als ein Dutzend aus dem Meer ragenden kleinen Felseninseln besteht[3], befindet sich in der Cook Strait, rund 2 km vor dem Eingang zum Pelorus Sound / Te Hoiere, der sich hier auf eine Breit von rund 4,9 km öffnet. Die Hauptinsel, Nukuwaiata Island erstreckt sich über knapp 3,6 km in Südwest-Nordost-Richtung und mist an der breitesten Stelle gut 1,1 km[3], wobei ihre drei Erhebungen über die Insel verteilt im Westteil eine Höhe von 247 m, im Mittelteil von 155 m und ist östlichen Teil von 235 m aufweisen.[4] Die kleinere Insel Te Kakahi Island folgt Nukuwaiata Island im Ostnordosten und erstreckt sich in Nord-Süd-Richtung über rund 1,8 km. Ihre breiteste Stelle weist eine Entfernung von rund 875 m auf.[3] Ihre beiden Erhebungen im Norden und im Süden kommen auf jeweils 179 m und 169 m.[4]

## Geschichte
Für den Māori-Stamm der Ngāti Kuia war die Insel ein beliebtes Jagdgebiet, in dem sie auf den Dunklen Sturmtaucher jagen konnten.
1856 erwarb die Krone in einem umstrittenen Verkauf das Eigentumsrecht an den Inseln. In Folge wurden sie eine Zeit lang landwirtschaftlich genutzt, bis im Jahr 1904 die Insel Nukuwaiata unter Naturschutz gestellt wurde. Im Oktober 2010 unterzeichnen die Ngāti Kuia eine Art Siedlungsurkunde, die ihnen den Besitz an der Insel zurückgaben und sie gleichzeitig zu Verwaltern und Pflegern der Insel machten.

## Flora und Fauna
Nukuwaiata Island und Te Kakahi Island sind bewaldet und mit Buschland versehen und frei von Raubtieren. Ratten und eingeführte Weka wurden 1993 durch das Department of Conservation auf den Inseln eliminiert. Dadurch konnten sich vorhandene einheimische Reptilienarten und eine Reihe von Vogelarten entwickeln, wie als Beispiel der South Island Robin, der zu deutsch Langbeinschnäpper genannt wird, der Kākāriki, der in Deutschland den Namen Ziegensittich bekam und dem Kārearea, der hier die Bezeichnung Maorifalke bekam. Verschiedene wirbellose Tiere, darunter die Tree wētā, sind ebenfalls zu finden.
Im Jahr 2004 wurden zudem 40 vom Aussterben bedrohte Hamilton-Frösche von Stephens Island nach Nukuwaiata Island umgesiedelt.
An Pflanzen sind die Südseemyrte (Manuka) und Bäume wie, Pseudopanax arboreus, Olearia traversiorum, Melicytus ramiflorus und Olearia paniculata zu finden.